# Mark Evgenievich Taimanov
Mark Evgenievich Taimanov (tiếng Nga: Марк Евгеньевич Тайманов; 7 tháng 2 năm 1926 - 28 tháng 11 năm 2016) là một trong những kỳ thủ cờ vua hàng đầu của Liên Xô và Nga, nằm trong số 20 kỳ thủ hàng đầu thế giới từ năm 1946 đến năm 1971. Cũng là một tác giả cờ vua xuất sắc, Taimanov được trao danh hiệu Đại kiện tướng vào năm 1952 và năm 1956 giành chức vô địch Cờ vua Liên Xô. Một số biến thể cờ vua được đặt theo tên của ông. Là một người đa tài, Taimanov cũng là một nghệ sĩ piano hòa nhạc đẳng cấp thế giới.
Taimanov là ứng cử viên vô địch thế giới hai lần, vào năm 1953 và 1971. Tuy nhiên, vào năm 1971, ông thua trắng Bobby Fischer trong trận đấu ứng cử viên với tỷ số 0–6, khiến Liên Xô cảm thấy xấu hổ. Tuy nhiên, trong suốt sự nghiệp của mình, Taimanov thường xuất sắc đại diện cho Liên Xô trong các giải cờ vua quốc tế.